# Els Simpson

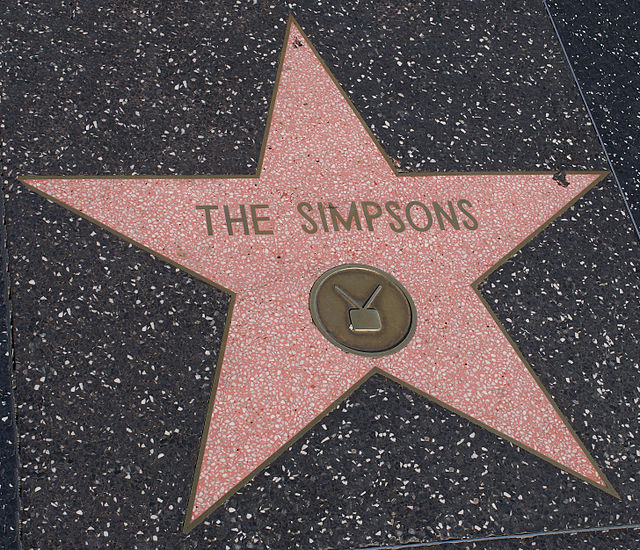

Els Simpson (en anglès, The Simpsons) és una sèrie de televisió d'animació creada per Matt Groening. Inicialment produïda als Estats Units d'Amèrica per Fox Broadcasting Company, en format de comèdia, s'ha emès en diversos països del món. La sèrie és una sàtira de la societat estatunidenca que narra la vida i el dia a dia d'una família de classe mitjana d'aquest país (els membres són Homer, Marge, Bart, Lisa i Maggie Simpson) que viuen en un poble fictici anomenat Springfield.
La família va ser concebuda per Groening i, poc després, es va estrenar com una sèrie de curtmetratges d'animació produïts per James L. Brooks. Groening va crear una família disfuncional i va nomenar els seus personatges en honor dels membres de la seva pròpia família, substituint el seu propi nom per Bart. Els curtmetratges van passar a formar part de The Tracey Ullman Show el 19 d'abril de 1987, però després de tres temporades es va decidir convertir-los en una sèrie d'episodis de mitja hora en horari de màxima audiència. Va constituir un èxit de la cadena Fox i va ser la primera sèrie d'aquest canal a arribar a estar entre els 30 programes més vists a la temporada 1992-1993 als Estats Units.
Des del seu debut el 17 de desembre de 1989 s'han emès 664 episodis amb 31 temporades. Al final de la 18a temporada, el 20 de maig de 2007, es va emetre als Estats Units l'episodi 400: You Kent Always Say What You Want. A la majoria del món, els dies 26 i 27 de juliol de 2007 es va estrenar Els Simpson: the movie, la qual va recaptar prop de 526 milions de dòlars a tot el món.
Els Simpson han guanyat nombrosos premis des de la seva estrena com a sèrie, incloent-hi 25 Premis Emmy, 24 Premis Annie i un Premi Peabody. La revista Time del 31 de desembre de 1999 la va qualificar de la millor sèrie del segle xx, i el 14 de gener de 2000 va rebre una estrella al Passeig de la Fama de Hollywood. Els Simpson és una de les sèries estatunidenques de dibuixos animats de major duració i el programa estatunidenc d'animació més llarg. El grunyit de fastigueig de Homer «D'oh!» ha estat inclòs al diccionari Oxford English Dictionary, mentre que la sèrie ha influït en moltes comèdies de situació animades per a adults.

## Història

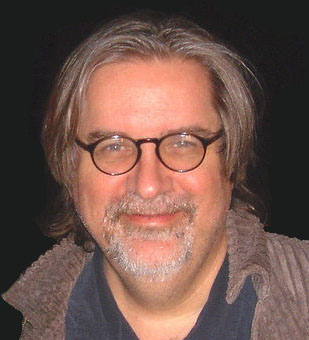
Matt Groening, el dibuixant dEls Simpson

Els Simpson es van idear en 15 minuts en la recepció d'una oficina. Matt Groening era el dibuixant de la tira còmica Life in Hell, que va cridar l'atenció al productor James L. Brooks, que volia afegir una secció animada per al programa "The Tracey Ullman Show", de la FOX. Groening va acabar de concebre els Simpson mentre s'esperava per presentar les seves idees al productor. Després d'aparèixer com a curts en el programa de Tracey Ulman, Els Simpson es van independitzar i va començar a presentar-se com una sèrie animada de mitja hora de duració que es transmetia en horari estel·lar en comptes dels cap de setmana.
Ambientat en la ciutat de Springfield, (Estats Units) i amb una tonalitat altament satírica de moltes facetes de l'estereotip d'estil de vida dels Estats Units (incloent-hi cervesa, menjar ràpid, televisió, i religió organitzada). Els Simpson han estat, des aleshores, un èxit massiu, han tingut un enorme seguiment popular, i crítiques del llavors president dels Estats Units, George H. Bush. Els crítics també van mostrar interès per l'aparició en el programa de celebritats i una gran quantitat de sàtires a pel·lícules clàssiques i contemporànies, com també subtils bromes visuals mostrant una gran estima per la sofisticació de l'audiència. A més, la sèrie compta amb episodis especials com per exemple els «Especial de Halloween», «Viatges pel món» (Brasil, Japó, Austràlia, Anglaterra, Àfrica, etc.) «Episodis Nadalencs» i altres més. Recentment, la sèrie va arribar al capítol 300 amb més de 15 anys en antena i es preveu que la sèrie no finalitzarà durant molt de temps, ja que han arribat al capítol 400 i van per la temporada 22, on hi ha un capítol anomenat "Elementary School Musical" -on agafen personatges de la sèrie americana Glee.
Amb aquesta sèrie es va fer evident l'avantatge d'emprar l'animació per a una sitcom, per la quantitat ingent d'escenaris i secundaris que una sèrie amb personatges reals no es podria permetre.
El marc bàsic de la sèrie se centra en la família Simpson, especialment en Bart, en Homer, la Lisa, la Marge i la Maggie.
Tot i que en els capítols es pot observar el pas dels anys -a través de celebracions com el Nadal i els aniversaris, o de les referències a anys concrets- els personatges no envelleixen mai i sempre tenen la mateixa edat.
Les primeres tres temporades dels Simpson van ser emeses en català.

## Personatges
Article principal: Llista de personatges dels Simpsons

### Família Simpson
Homer: El pare, amb problemes d'alcohol i poca intel·ligència, però sempre que la seva família o algú proper té problemes (excepte Patty i Selma, les seves cunyades), intenta ajudar-los com pot.
- Edat: 36 anys -tot i que varia al llarg de la sèrie entre els 36 i els 39.
- Pes: Uns 120 quilos.
- Cabells: Dos cabells a dalt i un més en forma de "M" d'un costat a l'altre.
- Professió: Inspector de seguretat a la central nuclear.
- Menjar preferit: Els dònuts, les costelles de porc, la xocolata, les patates fregides i les hamburgueses.
- Beguda preferida: La cervesa Duff.
- Passatemps: Asseure's al sofà, jugar a les bitlles i anar a la Taverna de Moe.
- Frases: D'oh!; Utx! (Ouch); Mmm... xocolata...; Mmm... costella...; Mosquis...;

Marge: La mare de la família, i dona de Homer.
- Edat: 34 anys -no definit-.
- Nom de soltera: Marjorie Bouvier.
- Cabells: Blaus, amb un gran volum i tenyits.
- Professió: Mestressa de casa.
- Altres ocupacions: Professora substituta i cambrera.
- Personalitat: Pacient i equilibrada.
- Pecats: Sortir amb un jugador de bitlles.
- Frases: Mmggh!; Hoooomeeer!

Bart: El fill gran de Homer i Marge, al qual se li pot dir "problemàtic", distingit per la seva deliberada actitud de crear embolics.	 
- Edat: 10 anys.
- Professió: Estudiant i vàndal.
- Personalitat: Entremaliat i incorregible.
- Passatemps: Explicar acudits, fer bretolades i mirar la sèrie "Rasca i Pica".
- Ídol: El Pallasso Krusty.
- Enemic: Seymour Skinner (director de l'escola) i l'Actor Secundari Bob.
- Entremaliadures: Va posar una bomba al lavabo i va fer volar Agnes Skinner (mare del director de l'escola). Va fotografiar Homer pet amb una ballarina...
- Frases: Moola!; Multiplicat per zero!; Jo no he estat!

Lisa: La primera filla de la parella Simpson i la més intel·ligent de la família. Vegetariana, budista i ajuda Bart quan té problemes.
- Edat: 8 anys
- Professió: Estudiant i saxofonista.
- Personalitat: És la típica nena perfecta, estudiosa, intel·ligent i educada.
- Passatemps: Tocar el saxòfon, veure la sèrie "Rasca i Pica" i estudiar sense parar.
- Ídol: El músic "Bleeding Gums Murphy"
- Menjar preferit: Verdura.
- Li encanten: Els ponis.
- Frases: no en té.

Maggie: La segona filla. Encara no sap parlar i sempre està amb sa mare.
- Edat: 1 any
- Personalitat: Encara no sap parlar i no pot caminar sense caure.
- Passatemps: Succionar el xumet i mirar amb la seva germana la sèrie "Rasca i Pica".
- Enemic: Gerald, el nadó d'una sola cella.
- Proeses: Va salvar Bart i Lisa de les urpes d'una terrible mainadera.
- Entremaliadures: Disparar el Sr. Burns, beure del plat del gos i matar el gat.
- La seva primera paraula: Papa (no escoltada) i Dha paraula en "Ogdenvilliense" de "Ogdenville".

### Altres membres de la família
- Abraham Simpson, el pare de Homer, que va ser a la Segona Guerra Mundial i que sempre esdevé una nosa per la seva família. Viu a la Residència Castell del Jubilat de Springfield.

- Mona Simpson, la mare de Homer que ha escapat de la llei per les seves idees de "Hippie" per la culpa d'un partit de futbol americà on un home portava unes "patilles" molt llargues, va destrossar la fàbrica de bacteris del Senyor Burns, en sortir tothom va trepitjar el Senyor Burns menys ella, i per això la persegueix la policia. En un capítol crida Homer a través del diari

- Herbert Powell ("Herb"), germanastre de Homer, fill d'Abraham Simpson i "un carnaval agitat", que abans de conèixer-lo tenia una gran empresa de cotxes, però després de demanar-li ajuda a Homer va perdre tot el que tenia. Després torna a ser ric, fabricant un traductor de nadons i no ha tornat a sortir encara.

- Clancy Bouvier, el pare de Marge. Treballava d'hostessa d'avions.

- Jacqueline Bouvier (Els Simpson) Jacqueline Bouvier, la mare de Marge.

- Patty Bouvier i Selma Bouvier, són dues bessones germanes de Marge. Dues fadrines, fumadores i malhumorades. El seu pitjor malson és el seu cunyat Homer, que l'odien.
- Gladys Bouvier, tieta de Marge. No apareix fins a la seva mort.

### Alguns personatges secundaris
- Edna Krabappel, professora de Bart. És fumadora, amarga i amb enormes ànsies de viure una relació sentimental.

- Ned Flanders, veí de la família Simpson. És conservador, vidu i molt religiós. Els seus passatemps són llegir la Bíblia i anar a l'església.

- Apu Nahasapeemapetilon. El seu cognom és Nahasepeemapetilon, i és un immigrant de l'Índia. És un addicte al treball, passa 23 hores del dia en el seu negoci. Els seus passatemps són treballar i posar preus desorbitats.

- Barney Gumble, amic de Homer. És un bufat que sempre es recupera però torna a emborratxar-se, encara que als nous capítols renuncia a l'alcohol pel cafè. La seva professió és ser un client permanent a la taverna de Moe. Viu en un pis sempre brut, desordenat; va estar a punt d'entrar a Harvard, però per culpa d'en Homer no va poder ser, perquè li va ensenyar la cervesa.

- Milhouse és el millor amic de Bart. És fàcilment subornable. La seva primera adquisició va ser l'ànima de Bart per 5 dòlars. Esta enamorat de la Lisa.

- Seymour Skinner és el director de l'escola. És ordenat i elegant. Viu amb la seva mare. Va estar a l'exèrcit dels Estats Units. El seu autèntic nom era el d'Armin Tanzaniam, però suplanta la identitat del sergent Seymour Skinner quan, en una batalla a la guerra del Vietnam, el donen per mort.

- Nelson Muntz és un dels disbauxats de l'escola on en Bart i la Lisa Simpson estudien. Té el pare desaparegut.

- Jimbo Jones, un altre disbauxat de l'escola de Springfield.

- Moe Szyslak, el propietari d'El Bar de Moe, el qual Homer Simpson freqüenta habitualment. És un pal parlat i treu l'escopeta amb facilitat.
- Clancy Wiggum, és el cap dels polícies a la ciutat, maldestre i gàndul. Té un fill anomenat Ralph.
- Carl Carlson, és el supervisor de Homer a la central, i un dels seus millors amics des que eren petits.
- Lenny Leonard, company de Homer a la central nuclear, molt amic del Carl.

## Actors de veu

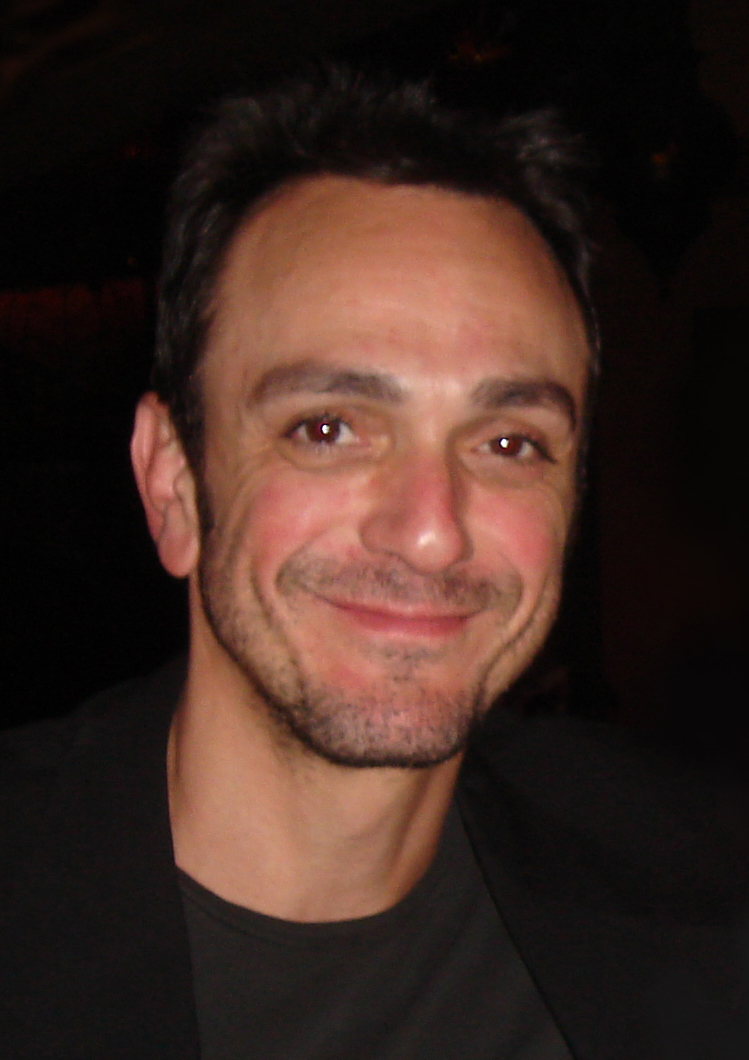
Hank Azaria ha estat membre del repartiment principal d'actors de veu d'Els Simpson des de la segona temporada.

Amb una excepció, els crèdits dels episodis només mostren la llista dels actors de veu i no els personatges als quals interpreta cadascun. Tant Fox com l'equip de la sèrie volien mantenir les identitats en secret durant les primeres temporades, de manera que els enregistraments es feien a porta tancada i es rebutjava la realització de fotos de l'equip de gravació. De tota manera, la cadena finalment va revelar quin paper interpretava cadascun en l'episodi Old Money, després que els productors diguessin que els actors havien de rebre un reconeixement pel seu treball. El 2003, l'equip va aparèixer en un episodi de el programa Inside the Actors Studio, interpretant en directe les veus dels seus personatges.
Els Simpson té sis actors principals. Dan Castellaneta interpreta a Homer Simpson, Abraham Simpson, Krusty el Pallasso i altres homes adults. Julie Kavner realitza les veus de Marge Simpson i Patty i Selma, a més d'altres personatges menors. Nancy Cartwright dona vida a la veu de Bart Simpson i altres nens. Yeardley Smith, veu de Lisa Simpson, és l'únic membre de la plantilla que normalment dona veu a un únic personatge, tot i que ocasionalment representa altres personatges episòdics. Hi ha dos actors més que no fan veus de membres de la família protagonista però interpreten a la major part dels homes de la ciutat. Hank Azaria interpreta a personatges com Moe Szyslak, el cap Clancy Wiggum i Apu Nahasapeemapetilon. Harry Shearer presta la seva veu a Montgomery Burns, Waylon Smithers, Seymour Skinner, Ned Flanders i el Dr. Hibbert. A excepció de Harry Shearer, tots els membres principals de l'equip han guanyat un Emmy a la categoría Outstanding Voice-Over Performance (Millor interpretació d'actor de veu).
A més de l'equip principal, Pamela Hayden, Tress MacNeille, Marcia Wallace, Maggie Roswell i Russi Taylor fan les veus de personatges de suport. Des de 1999 a 2002, els personatges de Maggie Roswell són interpretats per Marcia Mitzman Gaven. Karl Wiedergott ha aparegut en papers petits, però no dona veu a cap personatge habitual. Entre els membres que freqüentment han aparegut de «estrelles convidades» s'inclouen Albert Brooks, Phil Hartman, Jon Lovitz, Joe Mantegna i Kelsey Grammer.
Després de la mort de Hartman el 1998, els personatges als que donava veu (Troy McClure i Lionel Hutz) van ser retirats; El personatge de Edna Krabappel de Wallace també es va retirar després de la seva mort el 2013. Després de la mort de Taylor el 2019, els seus personatges (inclosos Sherri, Terri i Martin Prince) ara són interpretats vocalment per Gray Griffin.
En la sèrie apareixen sovint de forma destacada veus convidades d'un ampli espectre de professions, incloent actors, atletes, autors, grups, cantants, músics i científics. En les primeres temporades la majoria d'aquestes veus apareixien interpretant a altres personatges, fins que finalment van començar a aparèixer com ells mateixos. Tony Bennett va ser la primera estrella a interpretar a la seva pròpia persona, apareixent el seu personatge breument en l'episodi de la segona temporada Dancin 'Homer. Els Simpson ostenta el rècord mundial de «Major nombre d'estrelles convidades en una sèrie de televisió».
La sèrie ha estat doblada a moltes altres llengües, incloent japonès, alemany, castellà i portuguès. També és un dels pocs programes doblats tant en francès estàndard com en francès del Quebec. La sèrie s'ha emès en àrab, però a causa dels costums de l'islam, s'han canviat nombrosos aspectes. Per exemple, Homer beu refresc en lloc de cervesa i menja salsitxes de vedella egípcia en lloc de salsitxes. A causa d'aquests canvis, la versió arabitzada de la sèrie va tenir una reacció negativa dels fans de tota la vida dels Simpson a la zona.
A l'estat espanyol va ser emesa inicialment per La 2 de TVE els vespres en català. Quan Antena 3 es va fer amb els drets va continuar emetent els episodis en català al Principat ja que la traducció ja havia estat feta per la segona televisió pública espanyola, però tan bon punt es van esgotar els episodis traduits, van continuar només en castellà. La direcció del doblatge va anar a càrrec de Joan Pera.
| Personatge         | Veu original     | Veu en català         |
| ------------------ | ---------------- | --------------------- |
| Homer Simpson      | Dan Castellaneta | Ramon Puig            |
| Marge Simpson      | Julie Kavner     | Carme Contreras       |
| Bart Simpson       | Nancy Cartwright | Mònica Padrós         |
| Lisa Simpson       | Yeardley Smith   | Núria Mediavilla      |
| Cap Clancy Wiggum  | Hank Azaria      | Enric Isasi-Isasmendi |
| Ned Flanders       | Harry Shearer    | Joan Pera             |
| Krusty el Pallasso | Dan Castellaneta | Joan Pera             |
| Seymour Skinner    | Harry Shearer    | Enric Isasi-Isasmendi |

## Springfield
Springfield és la ciutat fictícia on resideix la família Simpson i la gran majoria de personatges. No es coneixen coordenades geogràfiques o localitzacions concretes que permetin conèixer en quin estat dels Estats Units es troba. Tot i això, els afeccionats a la sèrie han intentat identificar la localització de la ciutat segons el paisatge, veïnat, marques geogràfiques i altres pistes. La sèrie, en resposta a això, és intencionadament evasiva a facilitar la localització. El nom «Springfield», a més, és tan comú com a nom de ciutats als Estats Units que se'n troben a la meitat d'estats. A la geografia de Springfield i voltants hi ha costes, deserts, zones agrícoles extenses, altes muntanyes i qualsevol element necessari per al desenvolupament dels episodis. De qualsevol forma, Groening ha dit que Springfield s'assembla molt a Portland (Oregon) la ciutat on va créixer.
La família Simpson viu al número 742 d'Evergreen Terrace, en honor del carrer on vivia Matt Groening quan era un nen. Apareixen altres nombres alternatius de la casa Simpson en diferents episodis, alguns d'aquests són: 59 (Mr. Lisa Goes to Washington), 94 (Blood Feud i Bart the Lover), 723 (Homer the Vigilante), 743 (Beyond Blunderdome) i 1094 (New Kid on the Block), a més de Spalding Way 430 (Kamp Krusty). El fet s'usa repetidament per evitar ubicar específicament Springfield en un mapa dels Estats Units. S'ha suggerit que la direcció usada a Kamp Krusty fa referència a l'actor i comediant Spalding Gray.

## Frases d'en Bart a la pissarra
A través d'una finestra de la seva classe, es pot veure en Bart escrivint a la pissarra una frase com a càstig. Aquestes frases sovint són humorístiques i en algun cas, fins i tot, filosòfiques.
Aquestes són les 19 primeres frases aparegudes en la història d'Els Simpson:
- No malbarataré la pizza
- No tornaré a patinar pels corredors
- No he de fer voltes a classe
- No instigaré la revolució
- No dibuixaré dones despullades a classe
- Jo no he vist Elvis
- Els xiclets d'all són de mal gust
- Riuen de mi, no riuen amb mi
- No cridaré "foc!" amb la casa plena de gent
- No animaré els altres a volar
- El quitrà no és per a jugar
- Els "bitllets Bart" no són de curs legal
- No cantaré "Déu beneeixi Bart"
- No he d'eructar l'himne nacional
- No engreixaré les paral·leles del gimnàs
- No tornaré a amagar-me darrere el cinquè manament
- Les escopinades no entren en la llibertat d'expressió
- No s'han de barrejar els explosius i el col·legi
- Je ne parler pas français (sic)

## Viatges
La família viatja constantment a altres estats i ciutats dels EUA, però també viatgen a l'estranger i han visitat països com ara: el Japó, el Brasil, el Regne Unit, Itàlia, Tanzània, el Canadà, França, la Polinèsia, Austràlia, la Xina, l'Índia, el Marroc, Israel…

## Els simpson: La pel·lícula
Century Fox, Gracie Films i Film Roman van produir un llargmetratge d'animació sobre Els Simpson que es va estrenar el 27 de juliol de 2007. La pel·lícula va ser dirigida per David Silverman i escrita per un equip de guionistes dels Simpson compost per Matt Groening, James L. Brooks, Al Jean, George Meyer, Mike Reiss, John Swartzwelder, Jon Vitti, David Mirkin, Mike Scully, Matt Selman, i Ian Maxtone-Graham. Es va produir amb la sèrie encara en emissió, tot i que l'equip havia declarat prèviament que només farien una pel·lícula quan la sèrie hagués finalitzat. El primer intent de portar els Simpson a la pantalla gran va ser amb la trama de l'episodi Kamp Krusty, però els guionistes van trobar problemes en tractar d'allargar la història per convertir-la en el guió d'un llargmetratge: una de les principals dificultats va ser no trobar una història capaç de mantenir l'interès durant el temps que dura una pel·lícula.
Després de guanyar un concurs de Fox i de USA Today, la ciutat de Springfield, a Vermont, va ser la triada per l'estrena mundial de la pel·lícula. Els Simpson: La pel·lícula va arribar al més alt de la taquilla als Estats Units amb un total de 74 milions de dòlars en la seva primera setmana, aconseguint, a més, la recaptació més gran en l'estrena d'una pel·lícula basada en una sèrie de televisió, per davant de Missió: Impossible II. El 17 de desembre de 2007 la pel·lícula havia recaptat a tot el món més de 525.495.894 dòlars.

## Marxandatge
La popularitat de la sèrie ha The Simpsons s'ha traduït en una indústria de merxandatge de milions de dòlars. El nom de la família i els seus personatges han aparegut en tota mena de productes, des de camisetes a pòsters. Els Simpson també s'ha utilitzat per a fer edicions especials de jocs de taula populars com Cluedo, Scrabble, Monopoly, Operation, i The Game of Life, així com jocs trivials com Què faria en Homer? i Jeopardy! dels Simpson. També se n'han fet diversos jocs de cartes com el Trump i el Simpsons Trading. S'han publicat molts llibres dels Simpson tant oficials com no oficials com ara guies d'episodis. Molts episodis de la sèrie s'han llançat en DVD i VHS en els últims anys. Quan es va llançar la primera temporada en DVD, el 2001, es va convertir ràpidament en el DVD més venut en la història d'un producte fet per la televisió, tot i que més tard fou superat per la primera temporada de la sèrie Chappelle's Show. En concret, les disset temporades s'han pogut veure en DVD als Estats Units (Regió 1), Europa (Regió 2) i Austràlia/Nova Zelanda/Amèrica Llatina (Regió 4). No obstant això, el 19 d'abril de 2015, Al Jean va anunciar que el DVD de la temporada 17 seria l'últim que produiria, deixant la col·lecció en les temporades de la 1 a la 17 i la 20, llançada el 2009. Les temporades 18, 19, i 21 quedarien inèdites. Jean també va declarar que les escenes esborrades i els comentaris formarien part de l'aplicació per a telèfons mòbils Simpsons World, que estaven pressionant perquè s'ampliés a l'exterior dels EUA.
El 2003, prop de 500 empreses d'arreu del món tenien llicència per utilitzar personatges dels Simpson en la seva publicitat. Com a promoció de la pel·lícula hi va haver 12 botigues de 7-Eleven que es van transformar en un supermercat com el que apareix a la sèrie per a vendre els productes relacionats. Entre aquests hi havia la "Buzz Cola", els cereals "Krusty-O", rosquilles de color rosa amb asperja i "Squishees".
El 2008 consumidors de tot el món van invertir 750 milions de dòlars en productes relacionats amb Els Simpson, la meitat als Estats Units. L'any 2009 Century Fox va augmentar considerablement els esforços de comercialització. El 9 d'abril de 2009 el servei postal dels Estats Units va donar a conèixer una sèrie de cinc segells de 44 centaus amb Homer, Marge, Bart, Lisa i Maggie, per commemorar el vintè aniversari de la sèrie. Els Simpson és la primera sèrie de televisió que rep aquest reconeixement mentre encara s'està produint. Els segells, dissenyats per Matt Groening, es van començar a vendre el 7 de maig de 2009. Se'n van imprimir aproximadament un milió, però només se'n van vendre 319.000, amb un cost d'1,2 milions de dòlars pel servei postal.

## Influència
Els Simpson ha influït moltes sèries des que està en antena. Sèries com ara The Office o American Dad han reconegut que la sèrie de Matt Groening sempre ha estat un mirall on mirar-se a l'hora d'escriure el guió.